# Resina kauri
La resina kauri ( /koʊ'ri/) es una resina fosilizada extraída de los árboles kauri (Agathis australis), que se trabaja para producir artesanías tales como joyas. Los bosques de kauri alguna vez cubrieron gran parte de la Isla Norte de Nueva Zelanda, antes de que los maoríes y los colonos europeos causaran la deforestación, lo que provocó que varias áreas se transformaran en dunas de arena, matorrales y pantanos. Incluso después, los antiguos campos de kauri continuaron proporcionando una fuente para la resina y los bosques restantes.

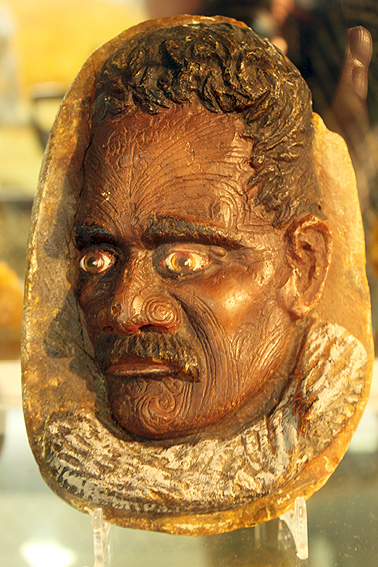
Talla del siglo XIX de un maorí tatuado en resina kauri. La talla expuesta en el Museo Dargaville, Nueva Zelanda.

La resina kauri se formó cuando la resina de los árboles kauri se filtró a través de fracturas o grietas en la corteza, endureciéndose con la exposición al aire. Los bultos comúnmente caían al suelo y se cubrían con tierra y basura forestal, y finalmente se fosilizaban. Los bultos se formaron cuando las ramas se bifurcaron o los árboles sufrieron daños, lo que liberó la resina.

## Usos

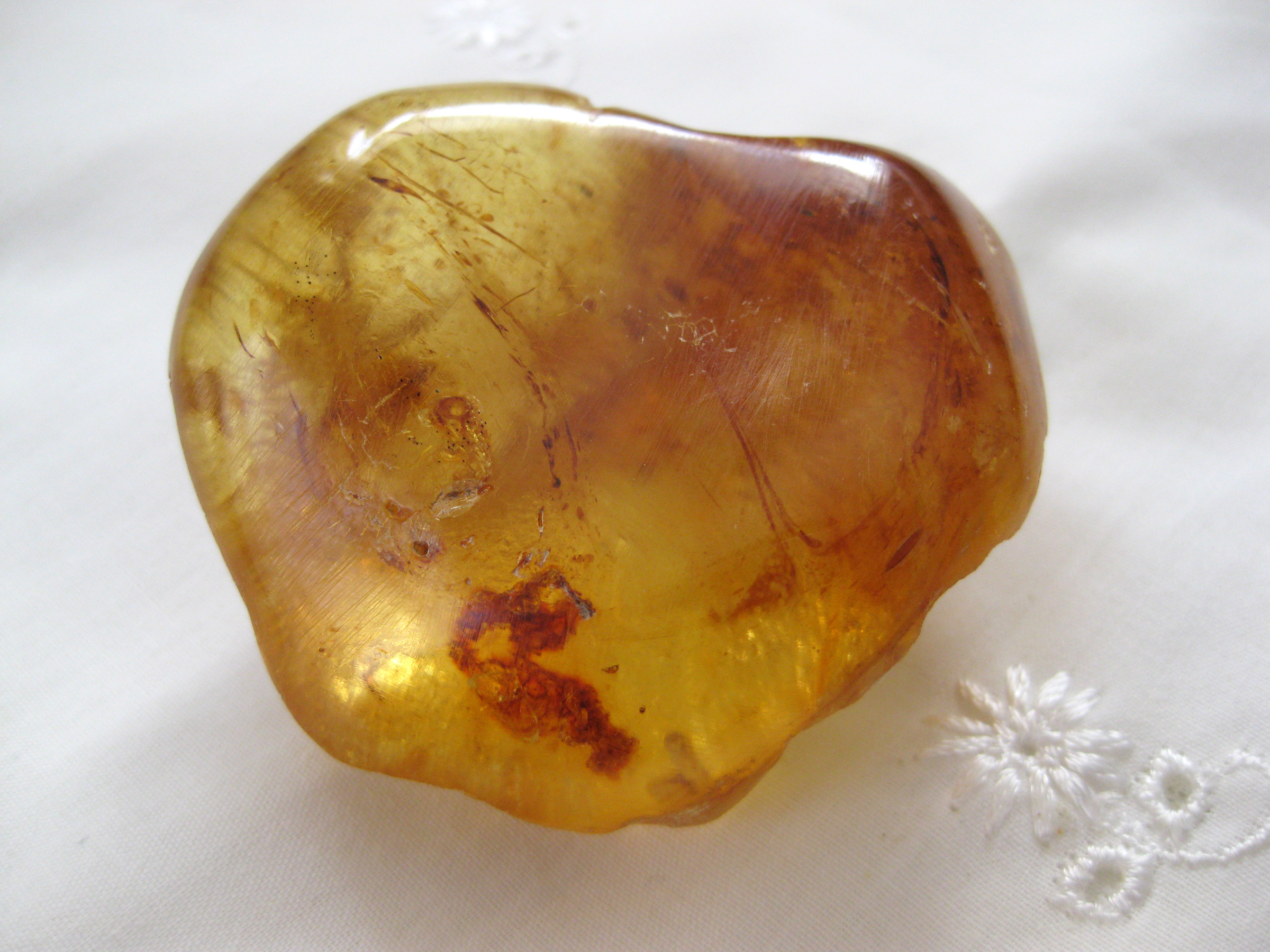
Resina kauri, pulida

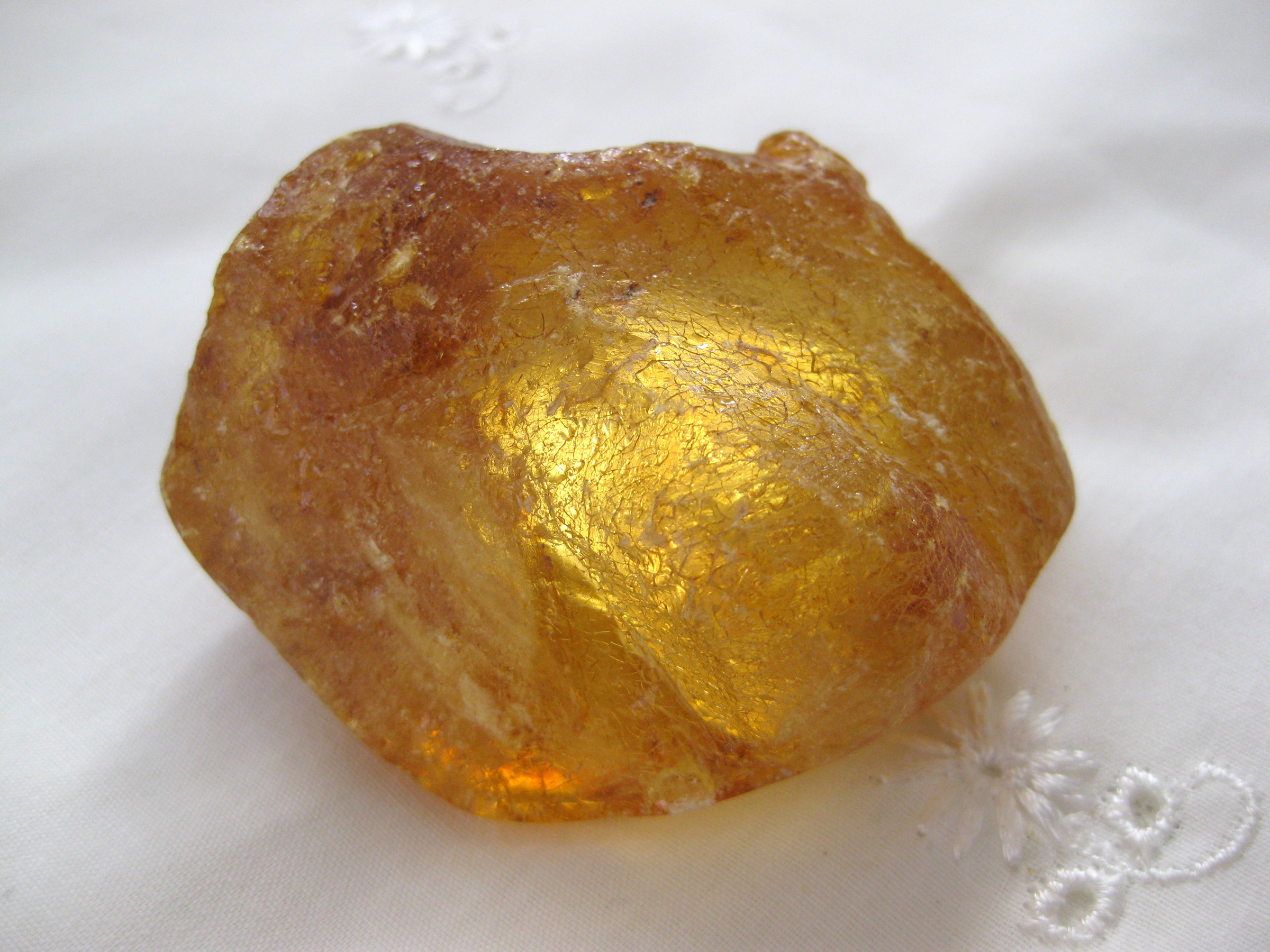
Resina kauri, sin pulir

Los maoríes tenían muchos usos para la resina, a la que llamaban kapia. Se usó resina fresca como un tipo de goma de mascar (la goma de mascar se preparaba ablandando la resina remojándola y mezclándola con jugo de cardo puha). Altamente inflamable, la resina también se usó como iniciador de fuego o se combinó con lino para actuar como antorcha. Quemada y mezclada con grasa animal, se usó como pigmento oscuro para el tatuaje moko. La resina kauri también se trabajó a mano para producir joyas, recuerdos y pequeños artículos decorativos. Al igual que el ámbar, la resina kauri a veces incluye insectos y material vegetal.
La resina kauri se utilizaba comercialmente en barnices y se puede considerar un tipo de copal (el nombre que se le da a la resina utilizada de esta forma). La resina kauri era particularmente buena para este uso, y desde mediados de la década de 1840 se exportó a Londres y Estados Unidos. Poco tiempo antes la resina ya se exportaba para su uso en pegamento marino y como encendedores de fuego; la resina incluso había formado parte de un cargamento de exportación a Australia en 1814.
Dado que se descubrió que la resina kauri se mezclaba más fácilmente con el aceite de linaza, a temperaturas más bajas, que otras resinas, en la década de 1890, el 70 por ciento de todos los barnices de aceite fabricados en Inglaterra usaban resina kauri. Se utilizó de forma limitada en pinturas durante finales del siglo XIX, y desde 1910 se utilizó ampliamente en la fabricación de linóleo. A partir de la década de 1930, el mercado de la resina cayó a medida que se encontraron alternativas sintéticas, pero siguieron existiendo usos específicos para la resina en joyería y barniz especializado de alta calidad para violines.
La resina kauri fue la principal exportación de Auckland en la segunda mitad del siglo XIX, lo que sustenta gran parte del crecimiento inicial de la ciudad. Entre 1850 y 1950 se exportaron 450 000 toneladas de resina. El pico en el mercado de la resina fue 1899, con 11 116 toneladas exportadas ese año, con un valor de £600 000 (dólares 989 700). La exportación anual media fue de más de 5000 toneladas, con un precio medio ganado 63 libras esterlinas (103.91 dólares) por tonelada.

## Apariencia
La resina varia de color dependiendo de la condición del árbol original. También depende de dónde se había formado la resina y cuánto tiempo ha estado enterrada. Los colores van desde el blanco tiza, pasando por el marrón rojizo hasta el negro; el más preciado era un oro pálido, ya que era duro y traslúcido. El tamaño de cada bulto varia mucho. Los pantanos tendían a producir pequeñas pepitas conocidas como "astillas", mientras que las laderas tendían a producir masas más grandes. La mayoría eran del tamaño de bellotas, aunque se encontraron algunas que pesaban unos pocos kilos; se informó que los más grandes (y más raros) pesaban medio quintal. La resina kauri comparte algunas características con el ámbar, otra resina fosilizada que se encuentra en el hemisferio norte, pero donde el ámbar puede datarse con millones de años, la datación por carbono sugiere que la edad de la mayoría de la resina kauri es de unos pocos miles de años.

## Campos de resina

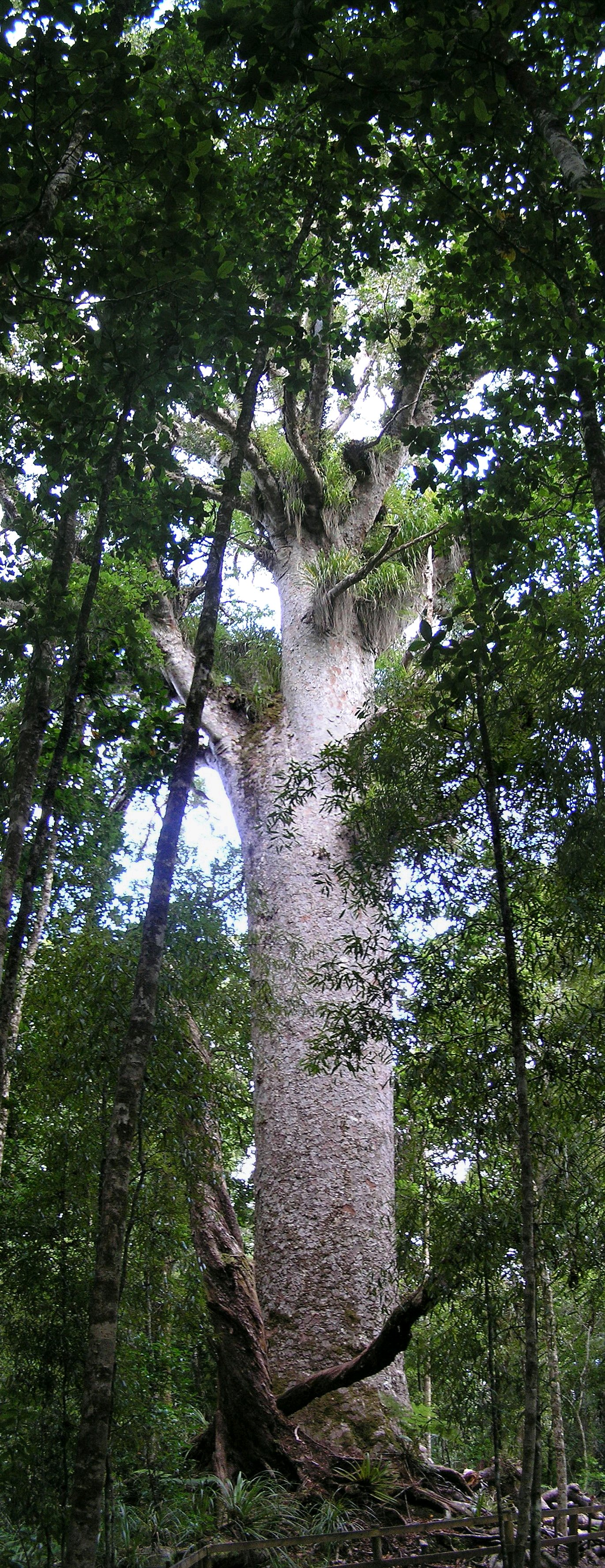
Árbol kauri en el bosque de Waipoua.

La mayoría de los campos de resina se encontraban en Northland, Coromandel y Auckland, el sitio de los bosques originales de kauri. Inicialmente, la resina era de fácil acceso y se encontraba comúnmente en el suelo. El capitán Cook informó de la presencia de bultos resinosos en la playa de Mercury Bay, Coromandel, en 1769, aunque sospechaba que provenían de los manglares, y el misionero Samuel Marsden habló de su presencia en Northland en 1819.
Para 1850, la mayor parte de la resina que se encuentra en la superficie se había recogido y la gente comenzó a cavar en busca de ella. Las laderas produjeron resina enterrada a poca profundidad (aproximadamente 1 m), pero en los pantanos y playas, se enterró mucho más abajo (4 mo menos).

## Buscadores de resina

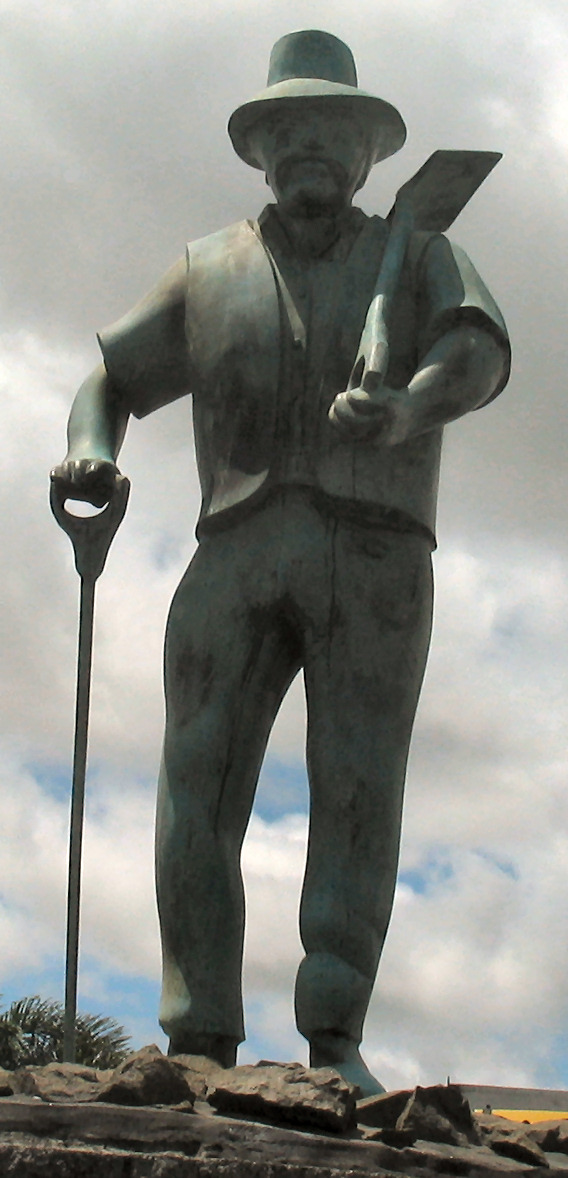
Estatua del buscador de resina en Dargaville

Los buscadores de resina eran hombres y mujeres que excavaban en busca de resina kauri, una resina fosilizada, en los antiguos campos de kauri de Nueva Zelanda a finales del siglo XIX y principios del XX. La resina se utilizó principalmente para barnizar. El término puede ser una fuente para el apodo "Buscador" dado a los soldados de Nueva Zelanda en la Primera Guerra Mundial. En 1898, un buscador de resina de mascar describió "la vida de un buscador de resina" como "miserable, y una de las últimas [ocupaciones] que un hombre haría".
Los buscadores de resina trabajaban en los viejos campos de kauri, la mayoría de los cuales estaban luego cubiertos por pantanos o matorrales, buscando la resina. Gran parte de la población era transitoria, se trasladaba de un campo a otro y vivía en toscas chozas o tiendas de campaña (que se llamaban "whares", en nombre del maorí "casa"). Fue un trabajo extremadamente duro y no muy bien pagado, pero atrajo a muchos colonos maoríes y europeos, incluidos mujeres y niños. Había muchos dálmatas que habían venido por primera vez a trabajar a los yacimientos auríferos de la Isla Sur en la década de 1860. Eran trabajadores temporales, en lugar de colonos, y gran parte de sus ingresos se enviaba fuera del país, lo que provocó mucho resentimiento por parte de la mano de obra local. En 1898, se aprobó la "Ley de la industria de goma de mascar de Kauri", que reservaba la resina para los sujetos británicos y exigía que todos los demás excavadores tuvieran una licencia. En 1910, solo los sujetos británicos podían poseer licencias para buscar resina.
La extracción de resina era la principal fuente de ingresos para los colonos en Northland, y los agricultores a menudo trabajaban en los campos de resina en los meses de invierno para subsidiar a los pobres ingresos de sus tierras intactas. En la década de 1890, 20 000 personas se dedicaban a la extracción de resina, de las cuales 7000 trabajaban a tiempo completo. La extracción de resina no estaba restringida a los colonos ni a los trabajadores de las zonas rurales; Las familias de Auckland cruzarían el puerto de Waitematā en ferry los fines de semana para excavar en los campos alrededor de Birkenhead, causando daños en las carreteras públicas y granjas privadas, y conduciendo a la gestión del problema por parte del consejo local.

### Métodos

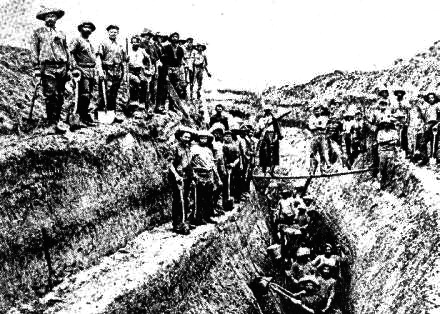
Grupo de buscadores de resina en gumfield (1908)

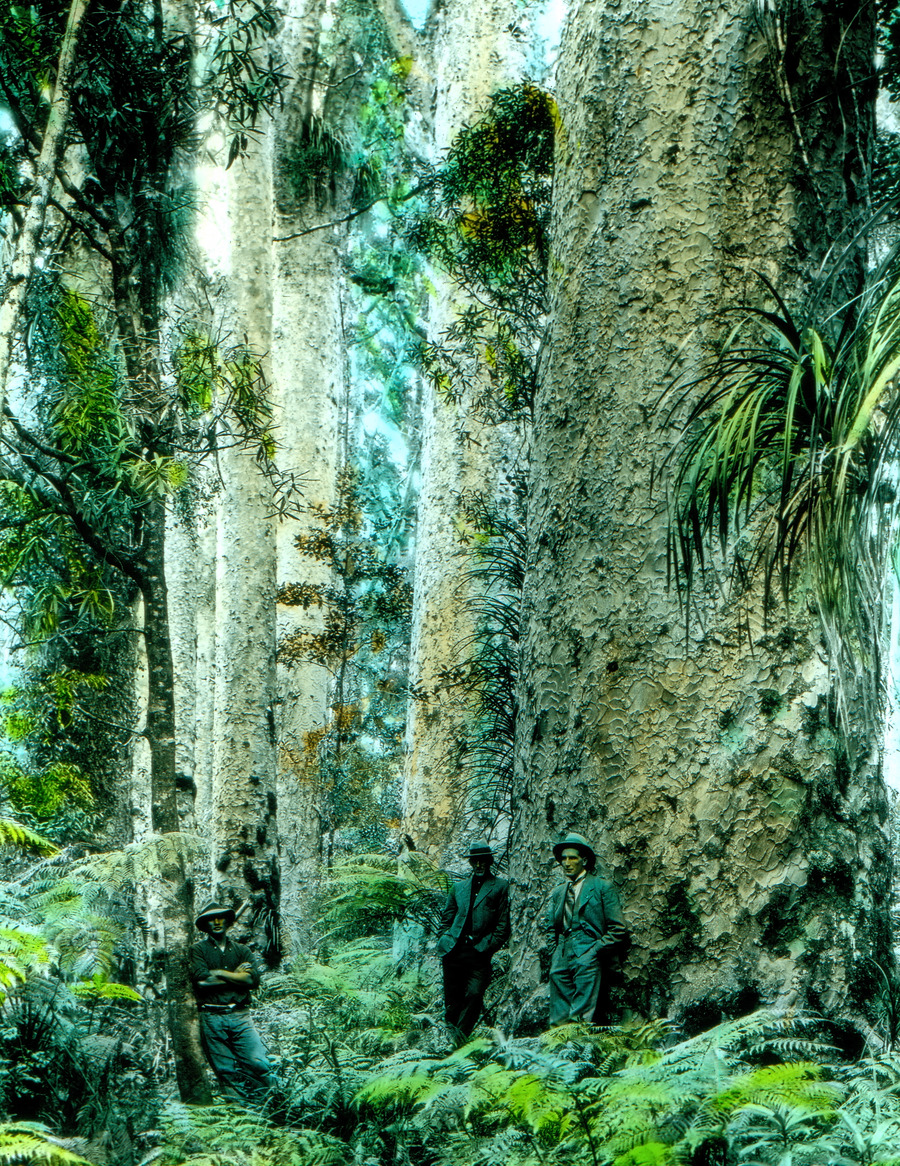
Bosque de Kauri del norte de Auckland c1890 - c1910

La mayor parte de la resina se extrajo del suelo utilizando lanzas de goma (varillas puntiagudas para sondear la resina) y "skeltons", que se definen como palas con filo de cuchilla para cortar madera vieja y raíces, así como tierra. Una vez recuperada la resina, habría que rasparla y limpiarla.
Buscar en los pantanos fue más complicado; a menudo se usaba una lanza más larga (hasta 8 m), a menudo equipada con un extremo en forma de gancho para sacar los grumos. Los matorrales a menudo se limpiaban primero con fuego; algunos se salieron de control y los incendios de los pantanos podían arder durante semanas. Los equipos a menudo cavaban hoyos tanto en colinas como en pantanos, a menudo de hasta 12 m de profundidad, y algunos humedales se drenaban para ayudar en la excavación de resina. A medida que escaseaba la resina, se obtenía "resina de arbusto" cortando deliberadamente la corteza de los árboles kauri y regresando meses después para recuperar la resina endurecida. Debido al daño causado a los árboles por la tala, la práctica fue prohibida en los bosques estatales en 1905. Las astillas de goma, pequeños grumos útiles para la fabricación de linóleo, eran difíciles de encontrar, y en 1910, el proceso de lavado y tamizado para recuperar las astillas se hizo común. El proceso fue posteriormente mecanizado.

## Comerciantes de resina
Los recolectores de resina generalmente vendían su resina a los compradores de resina locales, quienes la transportaban a Auckland (generalmente por mar) para venderla a comerciantes y exportadores. Había seis empresas exportadoras importantes en Auckland que comerciaban con resina y empleaban a varios cientos de trabajadores que clasificaban y volvían a raspar la resina para la exportación, envasándola en cajas de madera kauri.
Ya en las décadas de 1830 y 1840, los comerciantes, incluidos Gilbert Mair y Logan Campbell, compraban goma de mascar a los maoríes locales por £5 ($8.25) la tonelada, o la cambiaban por bienes. La mayoría de la goma de mascar se exportó a América y Londres (desde donde se distribuyó por toda Europa), aunque se enviaron cantidades menores a Australia, Hong Kong, Japón y Rusia.